# Alberto Pollio

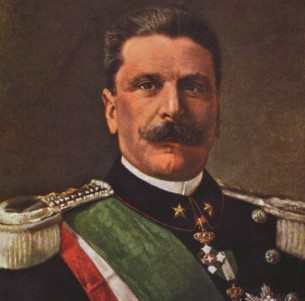
Alberto Pollio

Alberto Pollio (* 21. April 1852 in Caserta; † 1. Juli 1914 in Rom) war ein italienischer General und von 1908 bis 1914  Generalstabschef des italienischen Heeres.

## Militärische Laufbahn
Pollio kam mit acht Jahren an die Militärakademie in Neapel (heute Militärgymnasium) und wurde im April 1870 Offizier in der Artillerietruppe. Als Generalstabsoffizier zeichnete er sich durch überdurchschnittliche Leistungen aus. Er schrieb einige Bücher über frühere europäische Feldzüge, die in mehrere Sprachen übersetzt wurden. 1908 wurde er Chef des Generalstabes. Auf Grund der italienischen Verpflichtungen im Dreibund und der gleichzeitigen Spannungen mit Österreich-Ungarn im Zuge des Irredentismus und der gegensätzlichen Balkanpolitik beider Staaten war Pollio gezwungen, sowohl einen Krieg an der Seite Deutschlands und Österreichs gegen Frankreich zu planen, als auch einen Krieg gegen Österreich in den Alpen. Ähnlich erging es seinem österreichischen Pendant Conrad von Hötzendorf.
Unter Pollio wurden in Zusammenarbeit mit dem deutschen Generalstab Pläne ausgearbeitet, nach denen im Falle eines Krieges mit Frankreich mehrere italienische Divisionen per Eisenbahn über österreichisches Territorium nach Südbaden verlegt werden sollten, um von dort aus in Richtung Besançon vorzustoßen. Ein Angriff in den Westalpen wurde als wenig erfolgversprechend eingestuft.
General Alberto Pollio verstarb völlig überraschend im Juli 1914. Sein Nachfolger wurde General Luigi Cadorna.